# Cảng Vũng Tàu
Cảng Vũng Tàu là một cụm cảng biển tổng hợp cấp quốc gia, đầu mối quốc tế của Việt Nam. Cảng thuộc địa phận tỉnh Bà Rịa-Vũng Tàu, Đông Nam Bộ Việt Nam.
Cảng Vũng Tàu hiện nay bao gồm 4 khu bến.
- Khu bến Cái Mép, Sao Mai Bến Đình: đây là khu bến cảng chính cho tàu công te nơ hiện nay và cho đến năm 2020. Hiện tại, khu bến này có khả năng tiếp nhận tàu đến 50 nghìn DWT. Chính phủ đang phát triển bến này để đến năm 2015 có thể tiếp nhận tàu trọng tải đến 100 nghìn DWT.[1]
- Khu bến Phú Mỹ, Mỹ Xuân: là một khu bến cảng tổng hợp, cảng công te nơ khác hiện có khả năng tiếp nhận tàu đến 30 nghìn DWT. Theo quy hoạch của Chính phủ Việt Nam, đến năm 2015 khu bến này sẽ có khả năng tiếp nhận tàu đến 80 nghìn DWT.[1]
- Khu bến sông Dinh: hiện có khả năng tiếp nhận tàu đến 20 nghìn DWT, đến năm 2015 có thể tiếp nhận tàu đến 30 nghìn DWT.[1]
- Khu Bến Đầm, Côn Đảo

Theo quy hoạch, từ nay đến năm 2020, sẽ có hai khu bến cảng nữa được xây dựng. Một là khu bến Long Sơn chuyên dùng phục vụ công nghiệp lọc hóa dầu và khu bến khách Sao Mai-Bến Đình chuyên phục vụ vận tải hành khách.